# Kiril Mirtschew
Kiril Spiridonow Mirtschew, bulgarisch Кирил Спиридонов Мирчев, (* 3. Dezember 1902 in Bitola; † 21. Dezember 1975 in Sofia) war ein bulgarischer Philologe.

## Leben
Mirtschew studierte in Sofia Slawistik und war dann ab 1946 als Professor an der Universität Sofia tätig. In seinen wissenschaftlichen Arbeiten befasste er sich mit der Geschichte der Bulgarischen Sprache sowie der Dialektologie.
Er wurde unter anderem mit dem Dimitroffpreis ausgezeichnet.

## Werke (Auswahl)
- Altbulgarische Sprache, 1954
- Historische Grammatik der bulgarischen Sprache, 1958